# 비히클 19
《비히클 19》(Vehicle 19)는 2013년 공개된 미국과 남아프리카 공화국의 액션 스릴러 영화이다. 무쿤다 마이클 더윌이 연출하고, 폴 워커가 주연하였다.

## 줄거리
가석방된 미국인 마이클은 남아프리카 공화국 주재 미대사관에서 일하는 아내 앤지를 만나기 위해 요하네스버그로 온다. 공항에서 렌터카를 빌린 마이클은 운전 도중 조수석 사물함에서는 휴대 전화기를, 운전석 바닥에서는 소음기가 장착된 피스톨을 발견한다. 직후 한 형사가 전화를 걸더니 공항에서 극비 작전을 수행 중에 혼선이 빚어진 것 같다며 현재 타고 있는 차량을 인계하면 다른 차량으로 교환해주겠다고 말한다. 약속 장소로 이동하던 마이클은 다시 차안에서 입에 재갈이 물린 여성을 발견하는데...

## 출연

### 주연
- 폴 워커 - 마이클 우즈 역

### 조연
- 나이마 매킨 - 레이철 셔바구 검사 역
- 하이스 더발리어스 - 스미스 형사 역
- 레일라 하데리언 - 앤젤리카 "앤지" 무어 역
- 안드리안 마지브
- 망갈리소 게마

## 기타 제작진
- 특수 효과: 코델 매퀸

## 같이 보기
- 베킷 (2021년 영화)